# 최민 (1974년)
최민(1974년 11월 7일~)은 대한민국의 배우이자 모델이고 스쿠버 및 프리다이빙 강사이자 방송인이다.
1995년 패션 모델로 처음 입문해, 2000년 연극 배우로 데뷔한 이후 2008년부터 중화인민공화국에서 모델 활동을 시작한 이후 한국과 중국을 오가며 영화, 드라마, 광고, TV프로그램 등에서 배우, 모델, 진행자로 활동하고 있다. 또한 SCUBA 및 Freediving 강사 및 환경운동가로도 활동을 하고 있다.

## 학력
- 진주고등학교 졸업
- 부산예술대학 연극영화학과 전문학사

## 출연작

### 영화
- 2023년 《서울의 봄》 - 오구민 장군 역
- 2022년 《아수라장》 - 김대호 역
- 2022년 《고양막걸리사수대작전》 - 박정희 역
- 2022년 《헌트》 - 목성사 사내 4 역
- 2021년 《농장》 - 인종 역
- 2020년 《시호》 - 우민 아빠 역 (특별출연)
- 2016년 《하프》 - 변호사 역
- 2015년 《특종: 량첸살인기》 - 앵커 역
- 2015년 《베테랑》 - 경제학 교수 역
- 2015년 《화끈한 써비스: 어느 잔인한 미용사의》 - 인종 역
- 2013년 《코알라》 CEO 장대웅 역
- 2013년 《콩가네》 - 형사 역
- 2011년 《고지전》 - 인민군 장교 역
- 2010년 《포화 속으로》 - 766돌격부대 장교 역
- 2006년 《야수》 - 구룡파 중간보스 역
- 2003년 《비디오를 보는 남자》 - 미스신 애인 역,
- 2003년 《봄 여름 가을 겨울 그리고 봄》 - 형사 역
- 2002년 《해안선》 - 헌병대장 역
- 2000년 《섬》 - 대환 역

### 드라마
- 2021년 : KBS 《국가대표 와이프》... 크리스 역 (특별출연)
- 2021년~2022년 : MBC 《옷소매 붉은 끝동》 ... 판윤 대감 역
- 2021년 : SBS 《불새 2020》 ... 홍 이사 역
- 2021년 : jtbc 《시지프스》 ... 형사 역
- 2019년 : tvN 《블랙독》 ... 진학부장 역
- 2019년 : SBS 《수상한 장모》 ... 검사 박정호 역
- 2019년 : TV조선 《로스 타임 라이프 시즌2》 ... 주심 역
- 2019년 : KBS 《환상의 타이밍》 ... 의사 모석구 역
- 2017년 : SBS 《이판사판》
- 2017년 : MBC 월화드라마 《투깝스》
- 2016년 : MBC 월화드라마 《불야성》 ... 조성묵 역
- 2016년 : MBC 월화드라마 《화려한 유혹》
- 2015년 : SBS 수목드라마 《용팔이》 ... 대정그룹 비서실장 역
- 2015년 : SBS 월화드라마 《미세스 캅》 ... 권성철 역
- 2015년 : MBC 일일연속극 《딱 너 같은 딸》 ... 김관우 이사 역
- 2014년 : 네이버 TV 웹드라마 《미스 하이에나》 ... 반얀트리 호텔 연회 담당이사 역
- 2014년 : MBC 단막극 《드라마 페스티벌 - 기타와 핫팬츠》
- 2014년 : OCN 토요드라마 《나쁜 녀석들》 ... 윤동식 역
- 2014년 : tvN 금토드라마 《갑동이》 ... 피터 박 역
- 2014년 : MBC 월화드라마 《트라이앵글》 ... 카지노 이사 역
- 2013년~2014년 : SBS 수목드라마 《별에서 온 그대》 ... 형사 역
- 2013년 : MBC 수목드라마 《메디컬 탑팀》 ... 이종훈 역
- 2013년 : KBS2 월화드라마 《미래의 선택》 ... 김용태 역
- 2013년 : MBC 월화드라마 《불의 여신 정이》 ... 다이묘 역
- 2013년 : MBC 일일사극 《구암허준》 ... 복덕방 사내 역
- 2013년 : SBS 주말극장 《원더풀 마마》 ... 웨인 왕 비서 역
- 2013년 : tvN 일일드라마 《미친 사랑》 ... 로버트 정 역
- 2013년 : JTBC 주말연속극 《궁중잔혹사: 꽃들의 전쟁》 ... 강문성 역
- 2013년 : MBC 수목드라마 《7급 공무원》
- 2012년 : MBC 일일연속극 《오자룡이 간다》 ... 강성식 역
- 2012년 : MBC 아침드라마 《사랑했나봐》 ... 박 매니저 역
- 2012년 : MBC 월화드라마 《골든타임》 ... 이동현 (황세헌 과장 후배) 역
- 2012년 : SBS 수목드라마 《유령》 ... 체육선생 역
- 2012년 : SBS 플러스 월화드라마 《그대를 사랑합니다》 ... 장경수 역
- 2012년 : MBC 수목드라마 《더킹 투하츠》 ... 남한 교관 역
- 2012년 : MBC 주말연속극 《무신》 ... 강우문 장군 역
- 2012년 : WOWOW 금요드라마 《스트레인저 6》 ... 김영기 박사 역
- 2012년 : MBC 일일드라마 《사랑했나봐》 ... 박메니저 역
- 2011년 ~ 2012년 : OCN 금요드라마 《특수사건 전담반 TEN》 ... 광수대 형사 역
- 2011년 : SBS 수목드라마 《뿌리깊은 나무》 ... 정득룡 역
- 2011년 : KBS2 수목드라마 《영광의 재인》
- 2011년 : OCN 일요드라마 《뱀파이어 검사》 ... 남건욱 역
- 2011년 : KBS2 월화드라마 《강력반》 ... 박사(변상태) 역
- 2011년 : SBS 수목드라마 《싸인》 ... 노상민 검사 역
- 2010년 : SBS 월화드라마 《자이언트》 ... 말죽거리파 두목 역
- 2010년 : MBC 월화드라마 《역전의 여왕》 ... 류정훈 역
- 2010년 : tvN 금요드라마 《조선X파일 기찰비록》 ... 두박교 부교주 역
- 2010년 : MBC 드라마넷 토요드라마 《별순검 시즌 3》 ... 명성황후 호의무관 역
- 2007년 : SBS 수목드라마 《로비스트》 ... 앙키즈 역
- 2007년 : SBS 수목드라마 《쩐의 전쟁》
- 2006년 : SBS 수목드라마 《무적의 낙하산 요원》
- 2005년 : MBC 월화드라마 《변호사들》
- 2005년 : SBS 월화드라마 《패션 70's》
- 2005년 : MBC 주말 특별기획 《제5공화국》 ... 수도경비사령부 제 33경비단 전차중대장 역
- 2005년 : MBC 수목드라마 《신입사원》
- 2005년 : SBS 수목드라마 《불량 주부》 ... CF 감독 역
- 2005년 : SBS 수목드라마 《홍콩익스프레스》
- 2005년 : SBS 특별기획 《그린 로즈》
- 2005년 : MBC 아침드라마 《김약국의 딸들》
- 2004년 : KBS2 어린이드라마 《울라불라 블루짱》
- 2003년 : SBS 수목드라마 《술의 나라》

### 광고
- 국내 광고  :   SKT, LGT, 산업은행, 흥국생명, 대한생명, HSBC홍콩상하이은행, 삼성전자, e편한세상, 폭스바겐 파샤트, 기아 카니발, KTX, 인정건설, 아시아나, 오뚜기쌀, 휴롬Hurom, 웅진쿠첸, 하루야채, 폴리덴트, YAP, 필립모리스, 남양12080, 경북투자유치, 여수엑스포, Holiday Inn
- 해외 광고  :  중국 광고: 2014`중국 아우디, 2012`중국 아우디, 동풍푸조(중국푸조), 중국 폭스바겐 파샤트, 중국 GM뷰익 LaCROSSE, 기린맥주(일본)

### 방송
- 2008년: TBN 문화산책 / 진행
- 2016년: SBS 스타킹 - 한류스타편
- 2016년 : KBS 우리동내 예체능 168회, 170회 ... 2016 리우 올림픽 선전기원 특집 제 4탄!! 유도!!
- 2015년 : KBS 우리동내 예체능 131회 ... 유도편
- 2025년 : 씨네트리 무비픽 / 진행

### 뮤직비디오
- 2008년 서태지 싱글 `Seotaiji 8th Atomos Part Moai - Human Dream`
- 2009년 린 - 사랑... 다 거짓말

### 연극
- 《모놀로그》
- 《완전한 배우를 향하여》
- 《굿 닥터》
- 《Episode》
- 《경계와 구분

## 홍보대사
- 2012년 5월 한일문화교류센터 홍보대사